# Rudolf Knoll (Politiker, 1844)
Rudolf Knoll, geboren als Rudolphus Josephus Knoll, (* 18. März 1844 in Karlsbad; † 24. April 1914 ebenda) war ein böhmischer Politiker und Verwaltungsbeamter.

## Leben
Er stammte aus der Karlsbader Familie Knoll, in die der Besitzer der Mineralwasser-Firma Heinrich von Mattoni eingeheiratet hatte und die mit Johann Peter Knoll auch einen Bürgermeister in Karlsbad stellte. Dessen Tochter Wilhelmina Theresia Rosa wurde die Ehefrau von Mattoni. Sein Vater war der Karlsbader Goldarbeiter und k.k. Postmeister Rudolph Knoll. Seine Mutter war Anna Riedl und stammte aus Linz, wo ihr Vater Josef Riedl Besitzer einer Uhrmacherwerkstatt war.
Rudolf Knoll studierte an der Universität Wien sowie an der Universität Innsbruck. Im Oktober 1869 promovierte er zum Doktor der Rechtswissenschaften (Dr. jur.). Nachdem er zeitweilig in der Kanzlei Dr. Alfred Knoll in Karlsbad gearbeitet hatte, machte er sich als Rechtsanwalt in Karlsbad selbstständig. Seit 1875 arbeitete er ehrenamtlich auf dem Gebiet der Lokalpolitik, nachdem er in den Stadtrat gewählt wurde, dem er für fast 30 Jahre angehörte. Von 1880 bis 1903 war er Bezirksbürgermeister.
1901 wurde er von der Handels- und Gewerbekammer Eger als Abgeordneter in den Böhmischen Landtags gewählt, der bis zum Jahre 1913 regelmäßig zusammentrat. 1902 reichte er im Landtag einen Antrag betreffend Gewährung einer finanziellen Unterstützung an die Gemeinden Altrohlau, Ottowitz, Sittmesgrün, Tüppelsgrün, Spittengrün, Ruppelsgrün, Edersgrün, Lichtenstadt, Langgrün, Gfell und Schlackenwerth im Vertretungsbezirke Karlsbad ein, der im Landtag beraten wurde.
In Karlsbad wohnte er im Rudolfshof. Er war Mitglied der Allgemeinen Anti-Duell-Liga für Österreich.

## Ehrungen
- 1892 Kaiserlich-Österreichische Franz-Joseph-Orden